# Nikolai Nikolajewitsch Prochorkin
Nikolai Nikolajewitsch Prochorkin (russisch Николай Николаевич Прохоркин; englische Transkription: Nikolai Nikolayevich Prokhorkin; * 17. September 1993 in Tscheljabinsk) ist ein russischer Eishockeyspieler, der seit Dezember 2023 erneut beim HK Awangard Omsk aus der Kontinentalen Hockey-Liga (KHL) unter Vertrag steht und dort auf der Position des linken Flügelstürmers spielt. Zuvor absolvierte Prochorkin unter anderem 43 Spiele für die Los Angeles Kings in der National Hockey League (NHL).

## Karriere
Nikolai Prochorkin begann seine Karriere als Eishockeyspieler in der Nachwuchsabteilung von Witjas Tschechow, in der er bis 2010 aktiv war. Seine Mannschaft wählte ihn im KHL Junior Draft 2010 in der zweiten Runde als insgesamt 26. Spieler aus, damit kein anderes KHL-Team seine Transferrechte erwerben konnte. Dennoch wechselte der Angreifer anschließend zum HK ZSKA Moskau, für dessen Profimannschaft er in der Saison 2010/11 sein Debüt in der Kontinentalen Hockey-Liga gab. In seinem Rookiejahr blieb er in sechs Spielen punkt- und straflos. Parallel zum Spielbetrieb mit ZSKA in der KHL spielte er für dessen Juniorenmannschaft Krasnaja Armija in der multinationalen Nachwuchsliga Molodjoschnaja Chokkeinaja Liga und gewann in der Saison 2010/11 mit dem Team den Charlamow-Pokal, den Meistertitel der MHL.
Im September 2012 erhielt Prochorkin einen NHL-Einstiegsvertrag bei den Los Angeles Kings und spielte bis November desselben Jahres für die Manchester Monarchs  in der American Hockey League, ehe er seinen Vertrag auflöste und zum ZSKA zurückkehrte. In der Saison 2015/16 stand er bei Salawat Julajew Ufa unter Vertrag und erzielte für Ufa in 74 KHL-Partien 43 Scorerpunkte. Im Juli 2016 erhielt er ein Vertragsangebot über drei Jahre vom SKA Sankt Petersburg, das er annahm. Dort errang der Angreifer in seinem ersten Jahr die KHL-Playoffs um den Gagarin-Pokal und wurde somit russischer Meister.
Nachdem er seine persönliche Statistik in der Spielzeit 2018/19 auf einen Punkteschnitt von 1,0 gesteigert hatte (41 aus 41 Spielen), wechselte er im Mai 2019 abermals zu den Los Angeles Kings in die NHL und unterzeichnete dort einen Einjahresvertrag. Mit lediglich 14 Punkten aus 43 Einsätzen gelang ihm dort der Durchbruch jedoch nicht, und so kehrte der Russe nach nur einer Saison im Juli 2020 in die KHL zurück, wo er sich für eine Spielzeit dem HK Metallurg Magnitogorsk anschloss. Ebenso lang war der Stürmer in den folgenden beiden Spieljahren für den HK Awangard Omsk und SKA Sankt Petersburg aktiv, ehe er auf die Saison 2023/24 hin abermals innerhalb der Liga zum HK Sibir Nowosibirsk wechselte. Bereits im Dezember 2023 wurde Prochorkin jedoch zum HK Awangard Omsk transferiert.

### International
Neben zahlreichen Einsätzen für die russische Nationalmannschaft im Rahmen der Euro Hockey Tour seit dem Jahr 2013 nahm Prochorkin als Teil der Olympischen Athleten aus Russland an den Olympischen Winterspielen 2018 im südkoreanischen Pyeongchang teil. Dabei gewann er mit der Mannschaft unter neutraler Flagge die Goldmedaille, wozu er in sechs Spielen zwei Tore beisteuerte. Beide Treffer erzielte er dabei beim 4:0-Vorrundensieg über die Vereinigten Staaten.

## Erfolge und Auszeichnungen
- 2011 Charlamow-Pokal-Gewinn mit Krasnaja Armija Moskau
- 2014 Teilnahme am KHL All-Star Game
- 2017 Gagarin-Pokal-Gewinn und Russischer Meister mit dem SKA Sankt Petersburg

### International
- 2018 Goldmedaille bei den Olympischen Winterspielen

## Karrierestatistik
Stand: Ende der Saison 2023/24

### International
Vertrat die Olympischen Athleten aus Russland bei:
- Olympischen Winterspielen 2018

(Legende zur Spielerstatistik: Sp oder GP = absolvierte Spiele; T oder G = erzielte Tore; V oder A = erzielte Assists; Pkt oder Pts = erzielte Scorerpunkte; SM oder PIM = erhaltene Strafminuten; +/− = Plus/Minus-Bilanz; PP = erzielte Überzahltore; SH = erzielte Unterzahltore; GW = erzielte Siegtore; 1 Play-downs/Relegation; Kursiv: Statistik nicht vollständig)